# Parabasis felixi
Parabasis felixi är en fjärilsart som beskrevs av James John Joicey och Talbot 1915. Parabasis felixi ingår i släktet Parabasis och familjen tandspinnare. Inga underarter finns listade i Catalogue of Life.